# Anifrolumab
L'anifrolumab, vendu sous le nom de marque Saphnelo, est un médicament utilisé pour traiter le lupus érythémateux disséminé .

## Mode d'action
Il s'agit d'un anticorps monoclonal qui se lie au récepteur de l'interféron de type I, bloquant ainsi l'activité de ce dernier.

## Usage médical
Il est particulièrement utilisé dans les lupus érythémateux disséminés modérés à sévères qui ne sont pas contrôlées par les traitements habituels. Le médicament est administré par injection intraveineuse.

## Effets secondaires
Les effets secondaires de ce médicament sont les infections des voies respiratoires supérieures ou la bronchite. D’autres effets secondaires peuvent inclure le zona. La sécurité de ce médicament pendant la grossesse n'est pas claire.

## Histoire
Le médicament a été approuvé pour un usage médical aux États-Unis en 2021 et en Europe en 2022,. Aux États-Unis, le coût était d'environ 5 000 dollars américains par dose en 2022. Il n'est pas disponible dans le commerce au Royaume-Uni en 2022.